# 村上豊
村上 豊（むらかみ ゆたか、1936年6月14日 - 2022年7月22日）は、日本の画家。静岡県三島市出身。

## 来歴・人物
静岡県立三島南高等学校卒業後、デザイン会社、三島市役所職員を経て、1960年に直木賞受賞の司馬遼太郎が、同年『週刊サンケイ』で連載した『風の武士』で挿絵デビュー。以後、多くの小説家の週刊誌・新聞の連載の挿絵や、絵本の原画・書籍の装幀を多く手掛ける。『小説現代』（講談社）では1962年の創刊号から長年、表紙絵を担当。
TBS「江戸を斬る」シリーズのタイトルバックの水彩画を長年に渡って担当した。
1982年に「かっぱどっくり」他で小学館絵画賞、1984年に「はかまだれ」で第7回絵本にっぽん賞、1998年に第46回菊池寛賞、2007年に佐藤さとるの「本朝奇談 天狗童子」で第21回赤い鳥さし絵賞を受賞。
2022年7月22日、病気のため死去した。86歳没。

## 画集
- 『四季 村上豊画集』講談社、1999年7月12日。ISBN 978-4062097444。
- 『墨夢 村上豊画集』講談社、2004年10月7日。ISBN 978-4062125635。
- 『遊 村上豊画集』講談社、2013年2月8日。ISBN 978-4062181334。